# Комляков, Виктор Иванович
Виктор Иванович Комляков (род. 25 апреля 1960, Кишинёв) — молдавский шахматист, гроссмейстер (1995). Тренер ФИДЕ (2012).
Чемпион Молдавии в составе команды «ULIM».
В составе сборной Молдавии участник 6-и Олимпиад (1992—2000 и 2004).
Тренерская деятельность:
преподает в настоящее время в шахматной школе Анатолия Карпова.

## Изменения рейтинга
| Графики недоступны из-за технических проблем. См. информацию на Фабрикаторе и на mediawiki.org. |